# Hyundai Santa Cruz
Hyundai Santa Cruz — середньорозмірний пікап з тримальним кузовом, що випускається компанією Hyundai на основі Hyundai Tucson.

## Опис

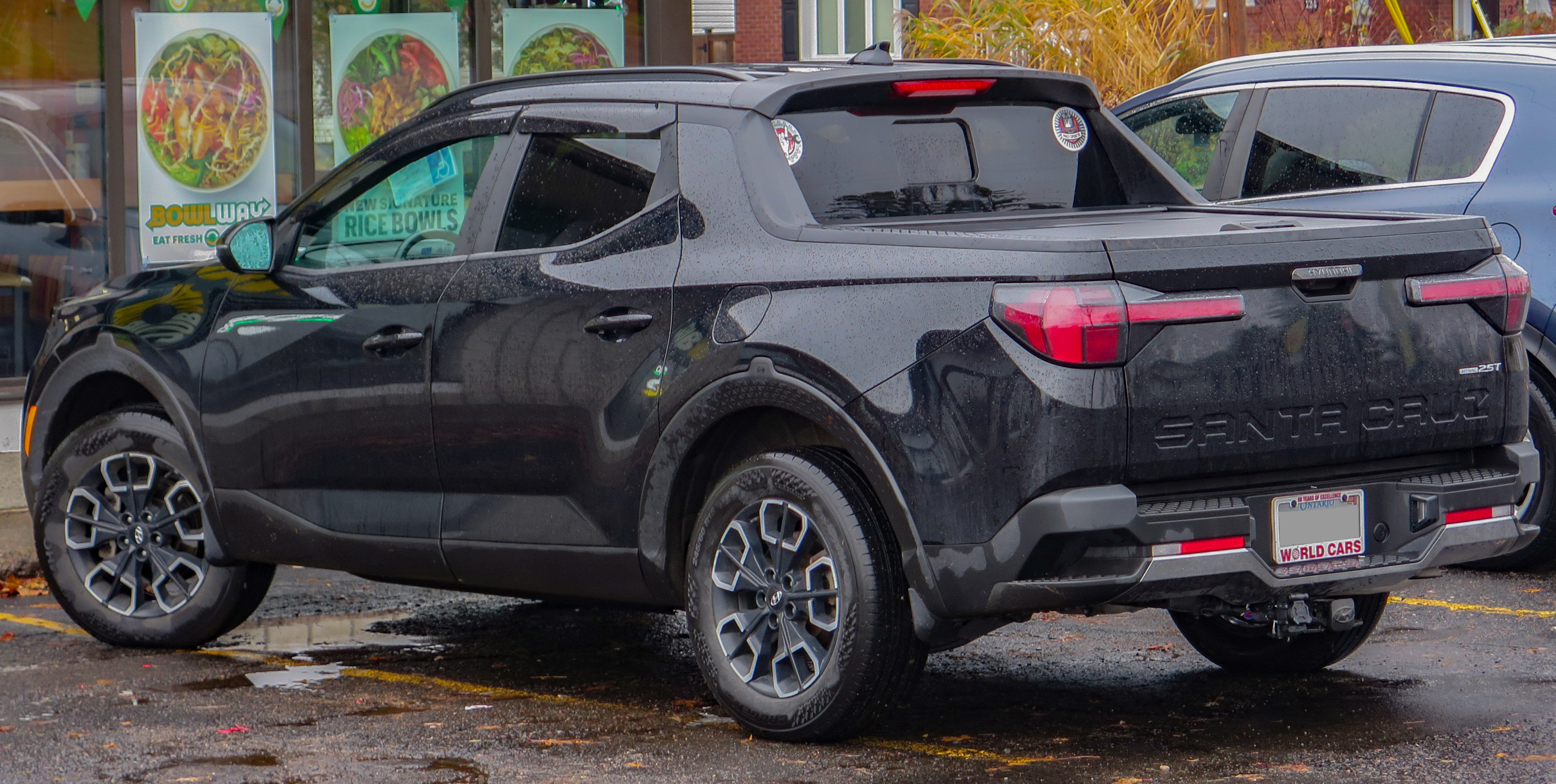

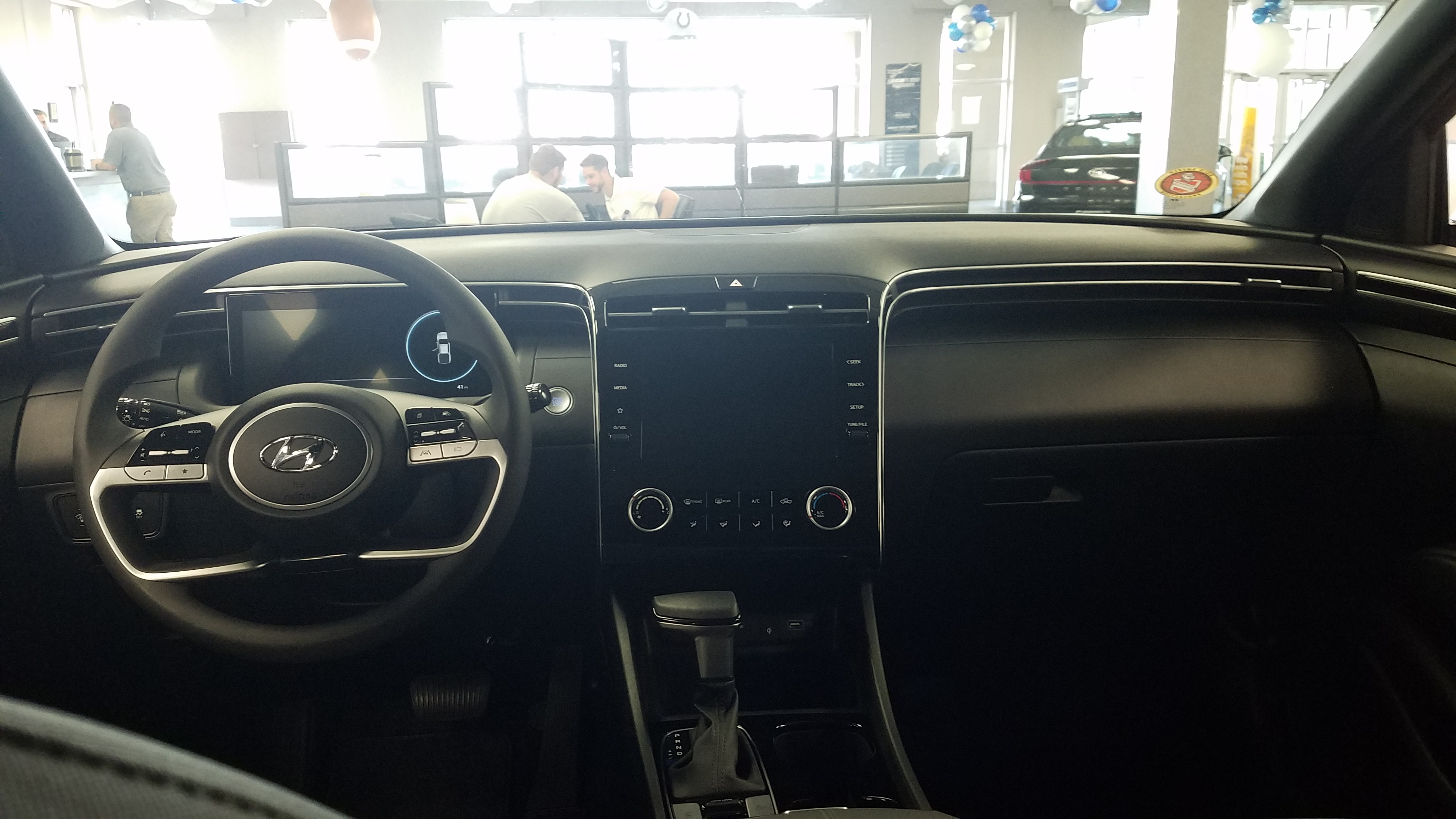

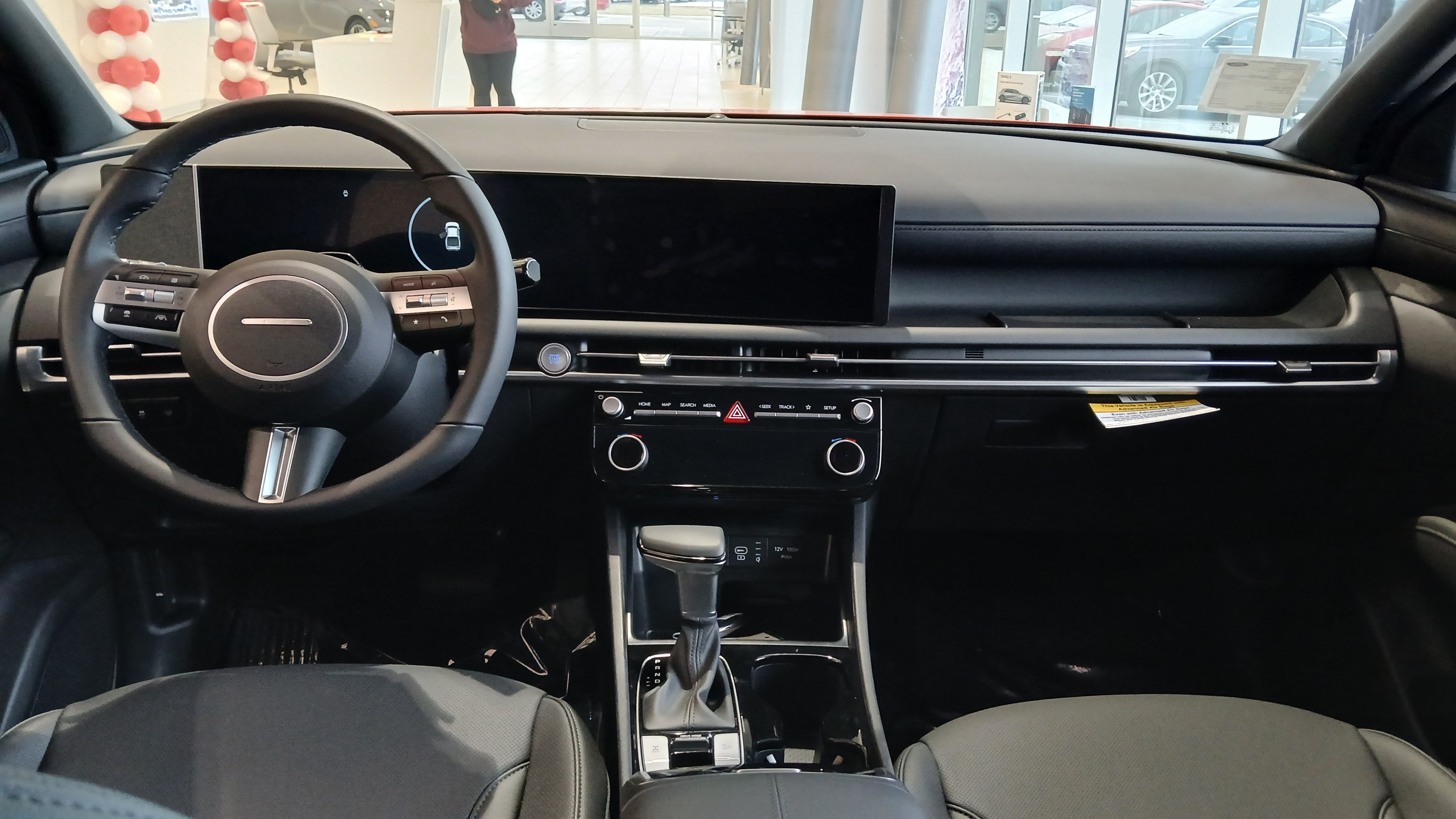
модернізація

Santa Cruz використовує передньопривідну конфігурацію для базової моделі, а повнопривідна система HTRAC призначена для інших комплектацій. Система HTRAC дозволила заднім колесам отримувати до 50 відсотків потужності приводу через блокований зчеплений центральний диференціал. Він оснащений амортизаційною підвіскою для передніх коліс і багатоланковою незалежною підвіскою ззаду. Задня підвіска обладнана самовирівнювальними амортизаторами, що дозволяють підтримувати рівень вантажівки навіть у тому випадку, коли на ліжку є вага або причіп на навісці.
Передньопривідний Santa Cruz 2023 з базовим двигуном витрачає 9,8 л/100 км в змішаному циклі поїздки. Повнопривідний пікап витрачає в середньому 10,3 л/100 км.

## Двигуни
- 2.5 L Smartstream G2.5 GDi I4
- 2.5 L Smartstream G2.5 T-GDi I4

## Продажі
| рік  | США    | Канада |
| ---- | ------ | ------ |
| 2021 | 10,042 | 930    |
| 2022 | 36,480 |        |